# Кейзер, Якоб Рудольф
Якоб Рудольф Кейзер (норв. Jakob Rudolf Keyser; 1 января 1803, Христиания (ныне Осло) — 9 октября 1864) — норвежский историк, филолог и языковед, преподаватель.
Профессор университета Христиании.
Основные труды Кейзера — «История Норвегии» (норв. «Norges Historie»; 1865—1870), «История норвежской церкви при католицизме» (норв. «Den norske Kirkes Historie under Katholicismen»; 1856—1858) и особенно «Верования северных народов в эпоху язычества» (норв. «Nordmændenes Religionsforfatning i Hedendommen»; 1847) — книга, не потерявшая своего значения до сегодняшнего дня. В составе «Посмертных сочинений» Кейзера (норв. «Efterladte Skrifter»; 1865—1867) была опубликована написанная им история древнескандинавской литературы.